# Sutomore

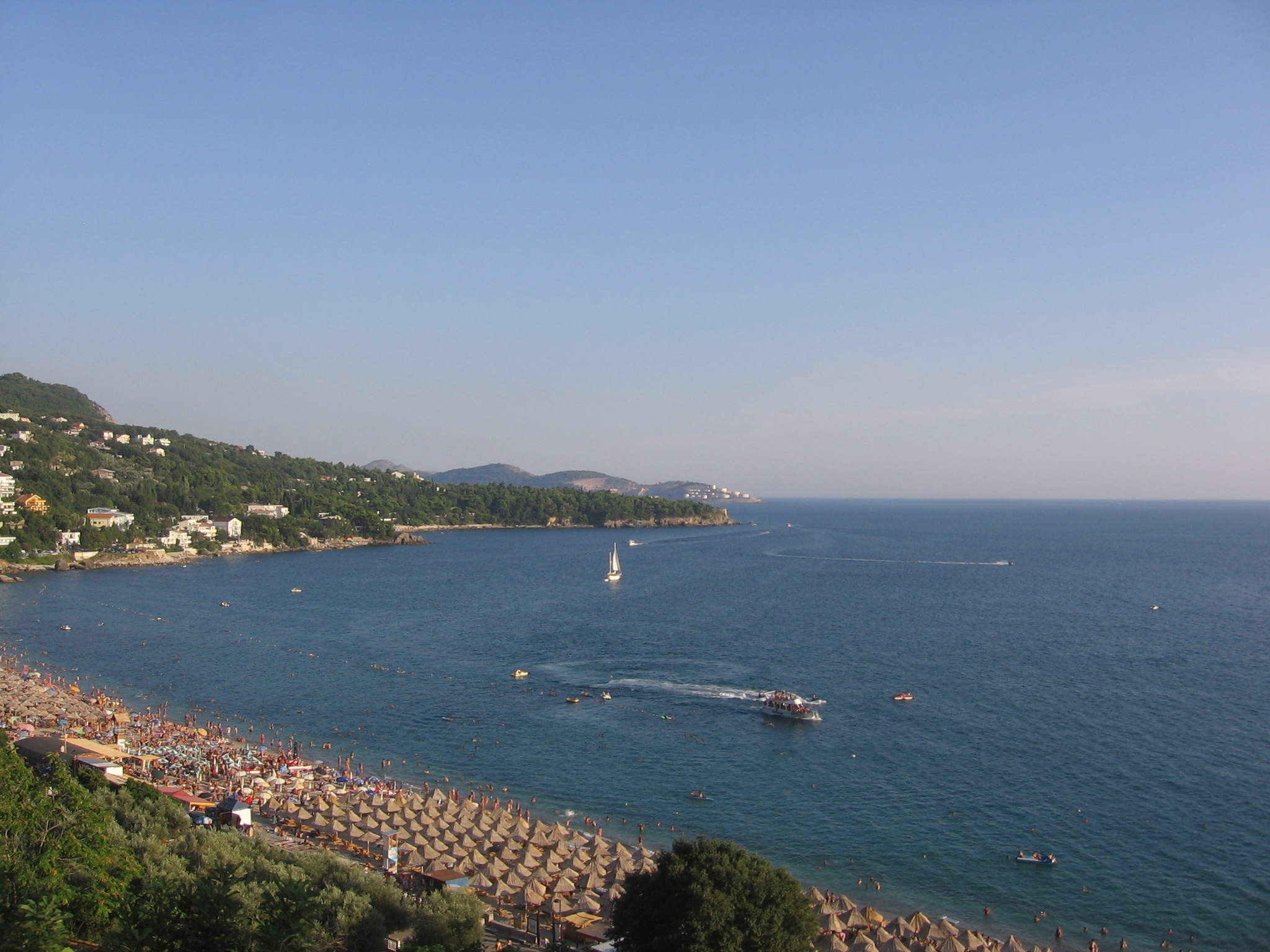
Strand von Sutomore

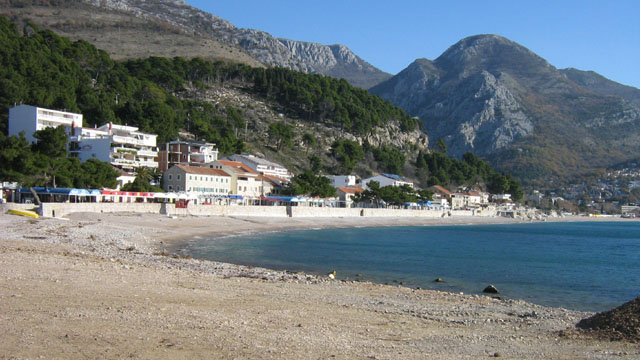
Strand von Sutomore im Winter

Sutomore (kyrillisch Сутоморе, albanisch Spiç/Spiçi, venetisch Spizza) ist eine kleine Küstenstadt in der Gemeinde Bar, Montenegro. Sie hat 1827 Einwohner.

## Geschichte
Sutomore wurde Spizza genannt, als es von 1420 bis 1797 Teil der Republik Venedig und folgend Teil Venezianisch Albaniens war, außer in der kurzen Zeit der türkischen Besatzung. Von 1879 bis 1918 gehörte der Ort als südlichste Gemeinde zum Königreich Dalmatien innerhalb von Österreich-Ungarn. Die österreichische Volkszählung von 1910 berichtete, dass es noch zu Beginn des 20. Jahrhunderts Venezisch sprechende Familien in Spizza gab.

## Heute
Sutomore ist heute unter anderem für seinen zwei Kilometer langen Strand bekannt. Niedrige Preise – verglichen mit dem benachbarten Budva – zusammen mit dem einfachen Zugang über die Bahnstrecke Belgrad–Bar machen die Stadt zu einem beliebten Ziel von Touristen, die Sutomore besonders in den Sommermonaten stark bevölkern. Der Ort ist zudem bevorzugter Zielort für Fahrten von jungen Leuten aus Podgorica, da er durch den Sozina-Tunnel nur eine halbe Stunde mit Zug oder Auto entfernt ist.

## Bevölkerung
Auf Basis des letzten Zensus von 2003 hatte Sutomore 1827 Einwohner:
- Serben – 848
- Montenegriner – 769
- Andere – 210